# Uhříněves
Uhříněves (en allemand : Aurschinewes) est un quartier pragois situé dans le nord-est de la capitale tchèque, appartenant à l'arrondissement de Prague 22, d'une superficie de 1 027,9 hectares est un quartier de Prague. En 2018, la population était de 9 548 habitants. 
La ville est devenue une partie de Prague en 1974.